# علماء السلطان
علماء السلطان هو مصطلح عُرفَ بأنه يشير إلى نوع من رجال الدين الذين يسخّرون علمهم لخدمة الحاكم إما طمعاً في نفعه أو خوفاً من ضُرّه، وقد ورد ذمُّ هذا السلوك لدلالته على تفضيل الدنيا على الآخرة وتقديم رضا المخلوق على الخالق. ويقومون بلوي أعناق النصوص لتناسب مصالح حكامهم، ويطلق عليهم أيضاً:«شيوخ السلاطين» و «شعراء البلاط» و «شيوخ البلاط». وقد ورد في كتاب «الفتن» لأبي عمرو الداني: «لا تزال هذه الأمة تحت يد الله وكنفه، ما لم يمالئ قُرّاؤها (علماؤها) أُمراءَها».
كما ذُكر أيضا هذا المصطلح في أحاديث النبي محمد ﷺ حيث قال: «وإن أبغض الخلق إلى الله عالم السلطان»،  ولهذا كان أخوف ما خافه النبي محمد ﷺ على أمّته (كلّ منافق عليم اللسان). روى السيوطي في الجامع الصغير عن أبي هريرة أن النبي محمد قال: «إذا رأيت العالم يخالط السلطان مخالطة كثيرة فاعلم أنه لص».